# Dominika Ostałowska
Dominika Ostałowska (n. 18 februarie 1971, Varșovia, Polonia) este o actriță poloneză de film, televiziune și teatru. Ea a câștigat de două ori Premiile Filmului Polonez: pentru cea mai bună actriță pentru interpretarea sa în filmul Daleko od okna (2000; regia Jan Jakub Kolski⁠(d)) și pentru cea mai bună actriță în rol secundar pentru rolul ei în filmul Warszawa (2003; regia Dariusz Gajewski⁠(d)).

## Viață și carieră
S-a născut la 21 februarie 1971 la Varșovia, tatăl ei a fost Ryszard Ostałowski și mama Irena. A absolvit Liceul nr. 4 Adam Mickiewicz din Varșovia. În 1994, a absolvit Academia Națională de Artă Dramatică Aleksander Zelwerowicz din Varșovia (Akademia Teatralna im. Aleksandra Zelwerowicza).
Între 1994–2000 a lucrat la Teatrul Ateneum din Varșovia și între 2000–2012 la Teatrul Powszechny. Din 2012, ea lucrează la Teatrul Studio Stanisław Ignacy Witkiewicz.
Rolurile ei cele mai apreciate de critici provin din filmul lui Mariusz Treliński⁠(d) din 1995 Łagodna, bazat pe o povestire de Feodor Dostoievski; din filmul lui Jerzy Stuhr din 1997 Povestiri de dragoste, filmul biografic al lui Lech Majewski⁠(d) din 1999, Wojaczek⁠(d) și filmul de război din 2000 al lui Jan Jakub Kolski⁠(d), Daleko od okna, bazat pe nuvela lui Hanna Krall Ta z Hamburga (Cel din Hamburg). De asemenea, a dobândit o mare popularitate interpretând personajul Martei în telenovela⁠(d) M jak miłość⁠(d). În 2009, a fost membră a juriului la cea de-a 34-a ediție a Festivalului de Film de la Gdynia. În 2012, a fost gazda programul TV Tajemnice Rezydencji.

## Viață personală

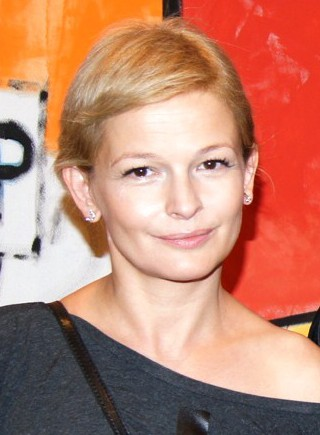
Dominika Ostalowska

Ea a fost căsătorită cu actorul Hubert Zduniak cu care are un fiu, Hubert. De asemenea, a fost căsătorită cu regizorul Mariusz Malec⁠(d). Este cunoscută pentru implicarea sa în campaniile sociale împotriva urmăririi. În 2013, a fost ambasadoare a campaniei Stop Stalking.

## Apariții în film și televiziune
- 1994: Blood of the Inocent (Anioł śmierci) ca Sonia
- 1995: Łagodna ca soție
- 1997: Băieții Witman (maghiară: Witman fiúk) ca Iren
- 1997: Un air si pur... ca servitoare (Amplasat în Europa în timpul Primului Război Mondial, un medic și un avocat au transformat un vechi conac mucegăit într-un hotel luxos și spa)
- 1997: Dusza śpiewa ca soția lui Adam
- 1997: Musisz żyć jako Agnieszka, ca fiică a familiei Hyńczak
- 1997: Historie miłosne ca Ewa Bielska
- 1997: Drugi brzeg ca Henrietta Vogel
- 1997: Boża podszewka ca Anusia Jurewicz
- 1998: Złoto dezerterów ca gardian de bancă
- 1999: Wojaczek ca Mała
- 1999: Rodzina zastępcza ca profesoară (episodul 14)
- din 2000: M jak miłość ca Marta Wojciechowska-Budzyńska
- 2000: Daleko od okna ca Regina Lilienstern
- 2002: Miss mokrego podkoszulka ca Magda
- 2003: Warszawa ca Wiktoria
- 2006: Nadzieja ca mama lui Franciszek
- 2006: Norymberga ca jurnalistă
- 2007: Regina ca Regina
- 2007: Kryminalni ca Magda Leszczyńska (episodul 87)
- 2007: Ekipa - Karolina Jabłonowska (episoadele 7 și 14)
- 2008: Rodzina zastępcza ca ea însăși (episodul 286)
- 2009: Projekt dziecko, czyli ojciec potrzebny od zaraz ca Anna Nowak
- 2009: Co mówią lekarze ca Joanna Knap
- 2011: Głęboka woda ca Wioletta, mama Karolinei (episodul 2)
- 2013: Prawo Agaty ca Barbara Król (episodul 46)
- 2013: Hotel 52 ca Nina Richter (episodul 84)
- 2014: O mnie się nie martw ca Elżbieta Kosowska (episodul 2)
- 2015: Prokurator ca Anna Falkowska (episodul 6)
- 2015: Na dobre i na złe⁠(d) ca mama Weronikăi (episoadele 609, 610 și 612)
- 2015: Historia Roja - Contesa Gąsowska (episodul 5)
- 2016: Historia Roja - Contesa Gąsowska
- 2017: Ojciec Mateusz ca Urszula Jaskólska (episodul 235)
- 2018–2019: Przyjaciółki - Olga Bratkowska
- 2019: Echo serca - Justyna Bogucka (episodul 12)
- 2020: Îngerul morții (Szadź) ca Teresa Sznajder